# 대한민국 형법 제272조
대한민국 형법 제272조는 영아유기에 대한 형법각칙의 조문이다.

## 조문
제272조(영아유기) 직계존속이 치욕을 은폐하기 위하거나 양육할 수 없음을 예상하거나 특히 참작할 만한 동기로 인하여 영아를 유기한 때에는 2년 이하의 징역 또는 300만원 이하의 벌금에 처한다. <개정 1995.12.29>

第272條(영兒遺棄) 直系尊屬이 恥辱을 隱蔽하기 爲하거나 養育할 수 없음을 豫想하거나 特히 參酌할 만한 動機로 因하여 영兒를 遺棄한 때에는 2年 以下의 懲役 또는 300萬원 以下의 罰金에 處한다. <改正 1995.12.29.>

## 사례
- 경찰청 통계자료의 영아유기 건수를 살펴보면 지난 2011년 127건, 2012년 139건, 2013년 225건으로 나타났다. 이는 2012년 8월 '입양특례법'이 실시되면서 급증한 것이라는 주장이 제기됐다[1]

## 참고 문헌
- 김재윤(학원인), 손동권 저, 새로운 형법각론, 율곡출판사, 2013. ISBN 9788997428342
- 영아 내다버리는 사회 느슨한 法이 罪?… 철없는 불장난, 짓밟히는 생명 쿠키뉴스 2011.06.23[깨진 링크(과거 내용 찾기)]

## 같이 보기
- 유기죄
- 서래마을 영아살해유기사건
- 입양특례법
- 미혼모